# Ghana i olympiska sommarspelen 2016
Ghana deltog med 14 deltagare vid de olympiska sommarspelen 2016 i Rio de Janeiro. Ingen av landets deltagare erövrade någon medalj.

## Boxning
| Boxare     | Gren       | Omgång 1             | Omgång 2             | Kvartsfinal          | Semifinal            | Final                | Final            |
| Boxare     | Gren       | Motståndare Resultat | Motståndare Resultat | Motståndare Resultat | Motståndare Resultat | Motståndare Resultat | Placering        |
| ---------- | ---------- | -------------------- | -------------------- | -------------------- | -------------------- | -------------------- | ---------------- |
| Abdul Omar | Bantamvikt | Melián (ARG) L 0–3   | Gick inte vidare     | Gick inte vidare     | Gick inte vidare     | Gick inte vidare     | Gick inte vidare |

## Friidrott
Förkortningar
- Notera– Placeringar avser endast det specifika heatet.
- Q = Tog sig vidare till nästa omgång
- q = Tog sig vidare till nästa omgång som den snabbaste förloraren eller, i fältgrenarna, genom placering utan att nå kvalgränsen
- NR = Nationellt rekord
- N/A = Omgången fanns inte i grenen
- Bye = Idrottaren behövde inte tävla i omgången

Herrar
Bana och väg
| Sean Safo-Antwi | Herrarnas 100 meter | Bye     | Bye | 10,43 | 6    | Gick inte vidare | Gick inte vidare | Gick inte vidare | Gick inte vidare |
| Emmanuel Dasor  | Herrarnas 200 meter | 20,65   | 6   | i.u.  | i.u. | Gick inte vidare | Gick inte vidare | Gick inte vidare | Gick inte vidare |
| Alex Amankwah   | Herrarnas 800 meter | 1:50,33 | 7   | i.u.  | i.u. | Gick inte vidare | Gick inte vidare | Gick inte vidare | Gick inte vidare |

Fältgrenar
| Idrottare    | Gren                    | Kval    | Kval      | Final            | Final            |
| Idrottare    | Gren                    | Distans | Placering | Distans          | Placering        |
| ------------ | ----------------------- | ------- | --------- | ---------------- | ---------------- |
| John Ampomah | Herrarnas spjutkastning | 80,39   | 19        | Gick inte vidare | Gick inte vidare |

Damer
Bana och väg
| Idrottare                                                                           | Gren                         | Heat     | Heat      | Kvartsfinal | Kvartsfinal | Semifinal        | Semifinal        | Final            | Final            |
| Idrottare                                                                           | Gren                         | Resultat | Placering | Resultat    | Placering   | Resultat         | Placering        | Resultat         | Placering        |
| ----------------------------------------------------------------------------------- | ---------------------------- | -------- | --------- | ----------- | ----------- | ---------------- | ---------------- | ---------------- | ---------------- |
| Flings Owusu-Agyapong                                                               | Damernas 100 meter           | Bye      | Bye       | 11,43       | 4           | Gick inte vidare | Gick inte vidare | Gick inte vidare | Gick inte vidare |
| Janet Amponsah                                                                      | Damernas 200 meter           | 23,67    | 6         | i.u.        | i.u.        | Gick inte vidare | Gick inte vidare | Gick inte vidare | Gick inte vidare |
| Gemma Acheampong Janet Amponsah Beatrice Gyaman Dorcas Gyimah Flings Owusu-Agyapong | Damernas 4x100 meter stafett | 43,37    | 8         | i.u.        | i.u.        | i.u.             | i.u.             | Gick inte vidare | Gick inte vidare |

## Judo
| Idrottare       | Gren                           | Omgång 1                | Omgång 2             | Kvartsfinaler        | Semifinaler          | Återkval             | Final / BM           | Final / BM       |
| Idrottare       | Gren                           | Motståndare Resultat    | Motståndare Resultat | Motståndare Resultat | Motståndare Resultat | Motståndare Resultat | Motståndare Resultat | Placering        |
| --------------- | ------------------------------ | ----------------------- | -------------------- | -------------------- | -------------------- | -------------------- | -------------------- | ---------------- |
| Szandra Szögedi | Damernas halv mellanvikt −63kg | M Silva (BRA) L 000–100 | Gick inte vidare     | Gick inte vidare     | Gick inte vidare     | Gick inte vidare     | Gick inte vidare     | Gick inte vidare |

## Simning
Ghana mottog en inbjudan från Internationella simförbundet att skicka två simmare (en man och en kvinna) till försöksheaten, vilket markerade nationens olympiska debut i sporten.
| Idrottare      | Gren                      | Heat    | Heat | Semifinal        | Semifinal        | Final            | Final            |
| Idrottare      | Gren                      | Tid     | Rank | Tid              | Rank             | Tid              | Rank             |
| -------------- | ------------------------- | ------- | ---- | ---------------- | ---------------- | ---------------- | ---------------- |
| Abeiku Jackson | Herrarnas 50 meter frisim | 24.30   | 55   | Gick inte vidare | Gick inte vidare | Gick inte vidare | Gick inte vidare |
| Kaya Forson    | Damernas 200 meter frisim | 2:16.02 | 42   | Gick inte vidare | Gick inte vidare | Gick inte vidare | Gick inte vidare |